# Анна (съпруга на Артавазд)
Вижте пояснителната страница за други личности с името Анна.
Анна (Anna, Anna filia; ок. 705 – сл. 743) е византийска императрица – съпруга на император Артавазд .

## Биография
Анна е първородената дъщеря на Лъв III Исавър и Мария, като била родена преди възцаряването на Лъв III. Сестра е на Константин V, Козма и Ирина.
През 715 г. бащата на Анна, тогава все още стратег на Анатоликон, исключва съюз със стратега на Армениаком Артавазд, който имал за цел да детронира император Теодосий III и да осигури престола за Лъв. Съюзът между двамата стратези бил скрепен с годеж между Анна и Артавазд.
Бунтът на Лъв и Артавазд започнал две години по-късно и постигнал целите си – на 25 март 717 г. бащата на Анна бил коронясан за император. След неговото възцаряване последвала и сватбата между Анна и Артавазд, който получил от Лъв III титлата куропалат и бил назначен за комес на тема Опсикион, запазвайки освен това и предишните си длъжности. Анна успява да роди на Артавазд девет деца – двама сина, Никифор и Никита, и още седем неизвестни по име деца.
Религиозната политика на Лъв III обаче разделя византийското общество на две враждуващи религиозни фракции – иконоборци и иконопочитатели, като императорът толерирал иконоборчеството и преследвал строго иконопочитанието. Лъв III обаче умира на 18 юни 741 г. и е наследен от сина си Константин V, който продължил иконоборческата политика на баща си. Междувременно Артавазд привлякъл към себе си иконопочитателите, подготвяйки преврат и свалянето на Константин V от престола.
През 741 г. Константин, който прекосявал Мала Азия на поход срещу Омаядите, бил атакуван по пътя от силите на Артавазд и понесъл тежко поражение, което го принудило да търси спасение зад стените на Аморион, докато Артавазд се отправили към Константинопол, където бил приет за император. След като бил коронясан от патриарх Атанасий за император, Артавазд обявил Анна за августа, а синовете си – за съимператори.
Артавазд се обявил за защитник на светите икони и потърсил начин да осигури престола си. С най-голяма подкрепа той се ползвал от населението в Армениакон, Опсикион и Тракия, освен това властта му била призната от изтъкнати водачи на иконопочитанието, в това число и от римския папа Захарий.
Гражданската война обаче продълава още две години и през втората половина на 743 г. силите на Константин V окончателно успели да надвият в конфликта, влизайки в Константинопол в началото на ноември. На 2 ноември 743 г. Артавазд бил детрониран от престола и по заповед на Константин V той и синовете му били хвърлени в тъмница, а след това били публично опозорени на Хиподрома. След като били и ослепени, те са затворени в константинополския манастир Хора, където заедно с тях била затворена Анна и останалите ѝ седем деца. Освен това Анна полагала грижи за съпруга си и децата си до смъртта им. Всички тях тя погребала в манастира Хора, който бил традиционно място за почит към мъчениците на иконопочитанието, тъй като там по някое време били положени и мощите на патриарх Герман I. Така Анна успяла да направи от манастира и място за поклонение пред паметта на съпруга ѝ, а по този начин тя провалила плановете на брат си да затрие спомена за Артавазд и семейството му от обществената памет чрез налагане на т.нар. domnatio memoriae. Години по-късно император Константин V, който все още изпитвал гняв срещу сестра си и семейството ѝ, принудил Анна да изрови костите на съпруга си от Хора, да ги събере в палиума си и да ги изхвърли в Пелагиите – гробни ями, в които били изхвърляни телата на екзекутирани престъпници, на самоубийци и на непокръстени езичници.